# Riddarholmen
- Pohled na ostrov ze Södermalm
- Panorama ze Stockholmské radnice
- Wrangelův a Stenbockův palác
- Hessenstein palác
- Věž Birger Jarl a Riddarholmskyrkan

Riddarholmen (doslova „Ostrov rytířů“ je malý ostrov v centru Stockholmu. Ostrov je součást starého města, které se nazývá Gamla stan. Na ostrově se nachází řada výstavných paláců a domů, některé jsou až ze 17. století.
Dominantou nejen ostrova, ale celého starého města je Riddarholmskyrkan. Kostel sloužil jako pohřebiště většiny švédských králů od 17. století do roku 1950. Až v druhé polovině 20. století byl založen nový královský hřbitov Haga (prvním králem, který byl pohřben na novém královském hřbitově byl v roce 1973 král Gustav VI. Adolf).
Ze západní části ostrova je nádherný panoramatický výhled na záliv Riddarfjärden. Tento záběr, se stockholmskou radnicí v pozadí, je často využíván švédskými televizními novináři. Socha Birger Magnussona z Bjölbo, který je tradičně považován za zakladatele Stockholmu,  stojí na podstavci před palácem Bonde a kousek od Riddarholmskyrkan.
Mezi další významné budovy patří stará budova parlamentu, na jihovýchodním okraji, stará budova (Gamla Riksarkivet) národního archívu (Říšského archívu) na východním pobřeží a stará tiskárna (anglicky Norstedt Building, švédsky  Norstedtshuset) vydavatelství Norstedts Förlag. Její střecha s věžemi tvoří dobře známou siluetu v rámci panoramatu města.

## Paláce
Zatímco Riddarholmskyrkan svými kořeny sahá hluboko do středověku (nejstarší dochované části pocházejí z konce 13. století)
a kostel tak je jednou z nejstarších budov Stockholmu, většina paláců a domů na ostrově Riddarholmen byla postaveno v 17. století, kdy ostrov byl sídlem aristokratů, kteří ostrovu dali své jméno. Tři z těchto paláců obklopují centrální veřejné náměstí ostrova, Birger Jarls torg a jeho sochu. Wrangelův palác (švédsky Wrangelska palatset) na západě je nejpůsobivější, jeho součástí je středověká obranná věž a portál, který navrhl  významný švédský architekt Nicodemus Tessin starší (švédsky Nicodemus Tessin den äldre). Jeho nejvýznamnější dílem je Drottningholmský zámek (památka UNESCO), zámek Skokloster, katedrála v Kalmaru, palác Stenbock (rovněž na Riddarholmen), palác Bonde (na starém městě), palác Strömsholm ad.
Paláce Stenbock a Hessenstein na východní straně náměstí jsou trochu méně honosné. Severně od náměstí se rozkládají dvě křídla paláce Schering Rosenhaneové], rustikální hlavní budova je ze 17. století.
Wrangelův palác, paláce Hessenstein a Schering Rosenhaneové v současnosti využívá Svea Hovrätt, odvolací soud pro region Svealand (historické území Švédska, nyní 6 provincií ve středním Švédsku), zatímco Högsta domstolen (Nejvyšší soud) využívá palác Bonde a Regeringsrätten (Nejvyšší správní soud) sídlí v paláci Stenbock. Na ostrově se nacházejí rovněž některé další tradiční vládní úřady, např. Kammarkollegiet (Agentura pro právní, finanční a administrativní služby, švédský správní úřad založený již 1539, je to nejstarší veřejná agentura ve Švédsku, nyní spadá pod Ministerstvo financí), Justitiekanslern (Kancelář spravedlnosti, má dohled nad zákonností vládních opatření).
Podél východního pobřeží ostrova, přibližně od severozápadu k jihu vede Centralbron, komunikace dálničního typu, která spojuje severní čtvrt Norrmalm se Södermalm (jižní čtvrť a současně ostrov). Centralbron a úzký záliv oddělují Riddarholmen od mnohem většího ostrova Stadsholmen, na kterém se rozkládá největší část starého města Gamla stan. Ostrovy Riddarholmen a Stadsholmen spojuje Riddarholmsbron (Riddarholmský most).

## Původ názvu ostrova
Ostrov se původně jmenoval Kidaskär (napovídá, že ostrov byl původně využíván hlavně k pastvě koz). Tento název ostrova je poprvé písemně doložen v Erikskrönikan (Erikova kronika), která je asi z roku 1325, V této kronice se uvádí, že Magnus III. Švédský (1240–1290) nechal kolem roku 1270 postavit na ostrově klášter a ve své závěti si přál, aby v něm byl pohřben. Během středověku se původní název ostrova Kidaskär vytrácí z historických pramenů a postupně se vystřídalo několich názvů: Gråbrödraholm, Munckholmen a Gråmunkeholm. Poslední název se běžně používal do 17. století.
Po protestantské reformaci byl klášter uzavřen a budova přeměněna na kostel švédské (luteránské) církve a pravděpodobně jako důsledek této změny se ostrov začal nazývat Riddarholmen. Přetrvával však i starší název, např. švédský král Karel XI. (1655–1697) preferoval nový název, ale jeho nejmladší dcera Ulrika Eleonora Švédská (byla švédskou královnou v letech 1718–1720) užívala starší název.

## Jachta/hotel
Jachta Vanadis (kterou původně vlastnil americký průmyslník C. K. G. Billings), přejmenovaná na Lady Hutton je nyní zakotvena u ostrova Riddarholmen a je používána jako hotel známý pod jménem Mälardrottninge.